# Oskar Eberhard Ulbrich
Oskar Eberhard Ulbrich (in Veröffentlichungen oft Eberhard Ulbrich; * 17. September 1879 in Berlin; † 4. November 1952 in Berlin) war ein deutscher Botaniker und Mykologe. Er war Kustos und Professor am Botanischen Institut und Museum (Hauptpilzstelle) der Universität Berlin. Seine Forschungsschwerpunkte waren Pilze, Farnpflanzen und verschiedene Familien der Samenpflanzen, insbesondere die Amaranthaceae und Chenopodiaceae. Sein offizielles botanisches Autorenkürzel lautet „Ulbr.“  

## Ehrungen
Als Ehrung wurden eine Pflanzengattung und mehrere Pflanzenarten nach Oskar Eberhard Ulbrich benannt:
- Ulbrichia Urb. aus der Familie der Malvengewächse (Malvaceae)[1]
- Chenopodium ulbrichii Aellen
- Pieris ulbrichii H.Lév.
- Astragalus ulbrichii Kuntze
- Abutilon ulbrichii Fryxell
- Ranunculus ulbrichii Engl.

## Publikationen (Auswahl)
- Die höheren Pilze: Basidiomycetes, mit Ausschluss der Brand- und Rostpilze. 3. Auflage. Springer, Berlin 1928. Nachdruck: Koeltz, Königstein (Taunus) 1971, ISBN 3-87429-021-2.
- Pflanzenkunde. Reclam, Leipzig 1920
- Chenopodiaceae. - In: Adolf Engler & Karl Anton Eugen Prantl: Die natürlichen Pflanzenfamilien, 2. Aufl. Band 16c: S. 379–584, Duncker & Humblot, Berlin 1934.